# ボルゾイ
ボルゾイ（英語：Borzoi、ロシア語：борзая バルザーヤ、борзой バルゾーイ）は、ロシア原産の非常に大型のサイトハウンド。以前はロシアン・ウルフハウンドと呼ばれていたが、1936年にボルゾイに改名された。
ボルゾイとはロシア語で「俊敏」を意味する。その名の通り走るのがたいへん速く、走行速度は50km/hである。

## 歴史
かつてはオオカミ狩りの猟犬として、ロシア帝国の貴族に飼われていた。そのため、ロシア革命後に貴族の象徴として、民衆に多数の個体が虐殺された。しかし、革命前に海外の王侯貴族に進呈されていたボルゾイがブリーディングされ、再び純血種として復活した。
1992年に、アメリカのマジェンカ・ケンネルから純白のベルサリウス（オス。1987年5月2日 - 1999年10月10日）が来日し、日本のボルゾイ・ファンを増やすきっかけになったといわれる。JKCの2010年の登録頭数は460頭で、全犬種中33位に位置する。日本ではマジェンカのラインを受け継ぐベルサリウス・ケンネルのボルゾイが有名である。

## 特徴
この犬種は本来、優れた視覚で獲物を捉えて追いかけるという猟に使われるが、それには主人から遠く離れて犬自身の判断で行動する必要がある。そのため（これはサイトハウンド一般について言えることであるが）人間の指示をあおぎそれを忠実に守るというよりは、むしろ自分の判断で行動する傾向があり、それ故に、「しつけの入りにくい犬」、「頭の悪い犬種」という誤解を受けることがある。人間に対しては非常に従順で、繊細な犬である。
また、貴族的で優雅な外見からは想像できないようなひょうきんな面も持ち合わせている。サイトハウンドの仲間の中では最も人懐っこい（人間に親しむ）犬種とも言われる。日常では物静かで、ゆったりとしていて、吠えることもほとんどない。たとえばラブラドール・レトリーバーのような「熱さ」とは対極をなし、疲れて帰宅した人に静かに寄り添い、おだやかに癒すようなところがある。それが、動く物体をひとたび視覚で捉えると、実に運動性に富んだ滑らかな走力を発揮し追跡する。対照的な静と動の2つの性質がこの犬種の魅力であると言われる。
身体的な面では、大型犬に見られる股関節形成不全などの遺伝疾患は見られず、概ね丈夫で飼い易い犬と言われるが、他の大型犬種と同様に胃捻転には注意を要する。また麻酔には比較的弱く、体重だけ考慮して投与量を決めることは危険な場合がある。